# Jizerka (levostranný přítok Jizery)
Jizerka je krkonošská říčka, pramenící západně od Medvědína u Horních Míseček ve výšce 1065 m n. m. a ústící zleva do Jizery u Horní Sytové ve výšce 385 m n. m. Délka toku 21,5 km, plocha povodí 85,96 km². Průměrný průtok u ústí 2,14 m³/s. Od pramene až po Vítkovice protéká územím Krkonošského národního parku.

## Průběh toku
Po celou dobu teče na J až JZ, od Hrabačova se pak otáčí na Z až SZ a teče tak až k ústí. Na horním toku divoká typicky horská bystřina se zhruba od soutoku s Kozelským potokem více otevírá a vytváří poměrně široké, stále balvanité koryto. Protéká zalesněným územím, v korytě se nachází řada popadaných stromů. Protože teče poměrně sevřeným údolím, typickými přítoky jsou prudké malé potoky. Sjízdná je jen pár dní v roce, po tání sněhu v březnu nebo silných deštích v létě. Celý její tok sleduje silnice II/286.

### Větší přítoky
Prvním větším přítokem je zprava Kotelský potok, přitékající od vrcholu Kotel. Následují zleva menší Kozlí a Šerá strouha a dále zprava vodný Kozelský potok, stékající ze svahů Lysé hory (1344 m n. m.) a Kotle (1435 m n. m.). Zleva říčku dále posilují Černý ručej, Hamerský potok, Pustý potok a Cedron. V Hrabačově Jizerka přijímá svůj největší přítok, přes 7 km dlouhou Jilemku a ještě před ústím pak Víchovský potok. Na většině přítoků lze díky jejich značnému spádu najít krásné vodopády a četné peřeje.
- zleva – Kozlí strouha, Šerá strouha, Černý ručej, Vítkovický potok, Hamerský potok, Pustý potok, Cedron, Jilemka

- zprava – Kotelský potok, Kozelský potok, Víchovský potok

## Vodní režim
Hlásný profil:
| místo           | říční km | plocha povodí | průměrný průtok (Qa) | stoletá voda (Q100) |
| --------------- | -------- | ------------- | -------------------- | ------------------- |
| Dolní Štěpanice | 5,30     | 44,08 km²     | 1,29 m³/s            | 120,0 m³/s          |

N-leté průtoky v Dolních Štěpanicích:
| N-leté průtoky | Q1   | Q5   | Q10  | Q50  | Q100  |
| -------------- | ---- | ---- | ---- | ---- | ----- |
| Q [m³/s]       | 18,0 | 43,7 | 58,1 | 99,0 | 120,0 |

## Obce a jejich části podél toku
Protéká známými krkonošskými zimními středisky turismu – Horními a Dolními Mísečkami, Vítkovicemi a jilemnickou městskou částí Hrabačov.

## Další fotografie

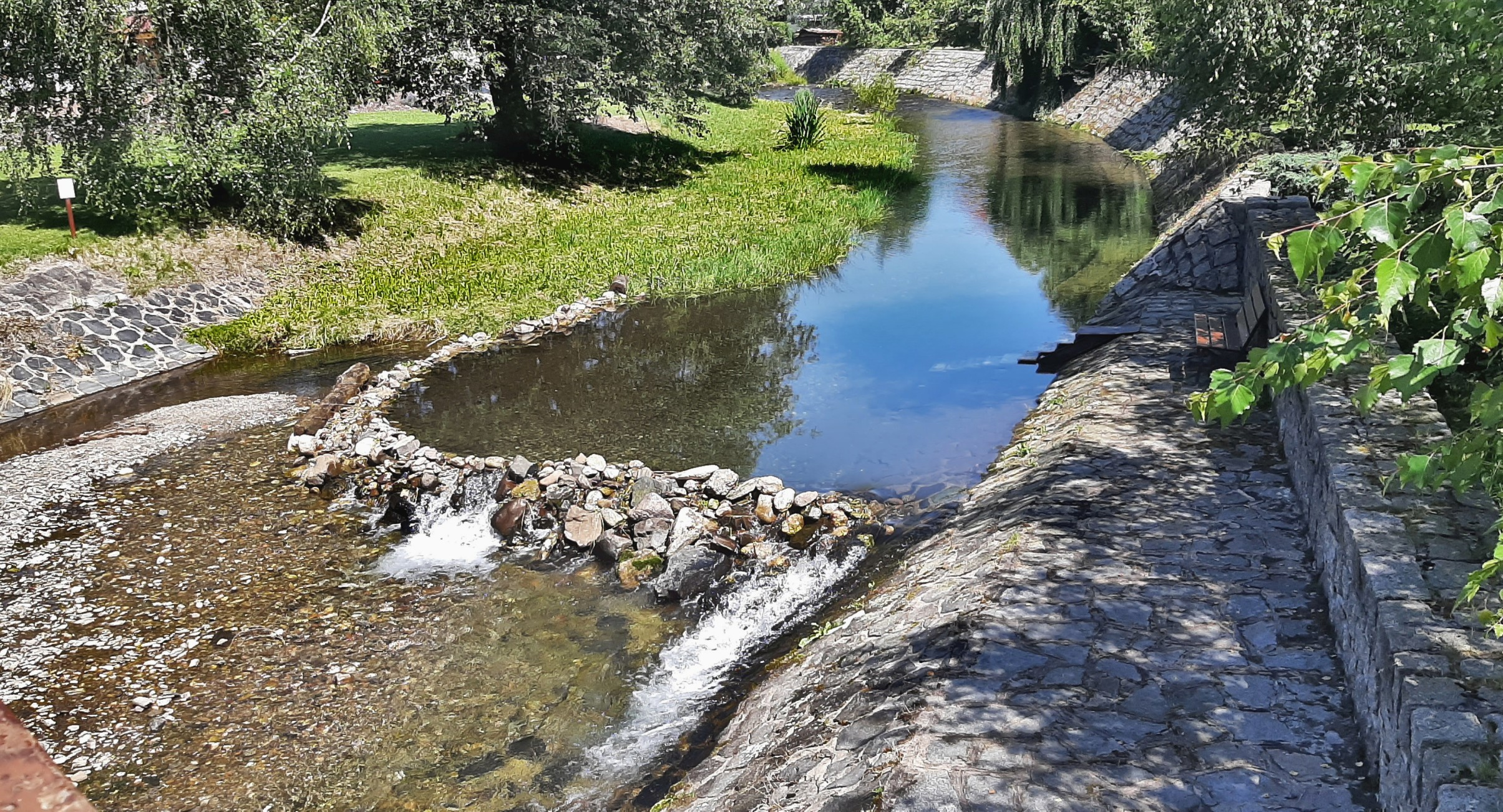
Malá přehrada
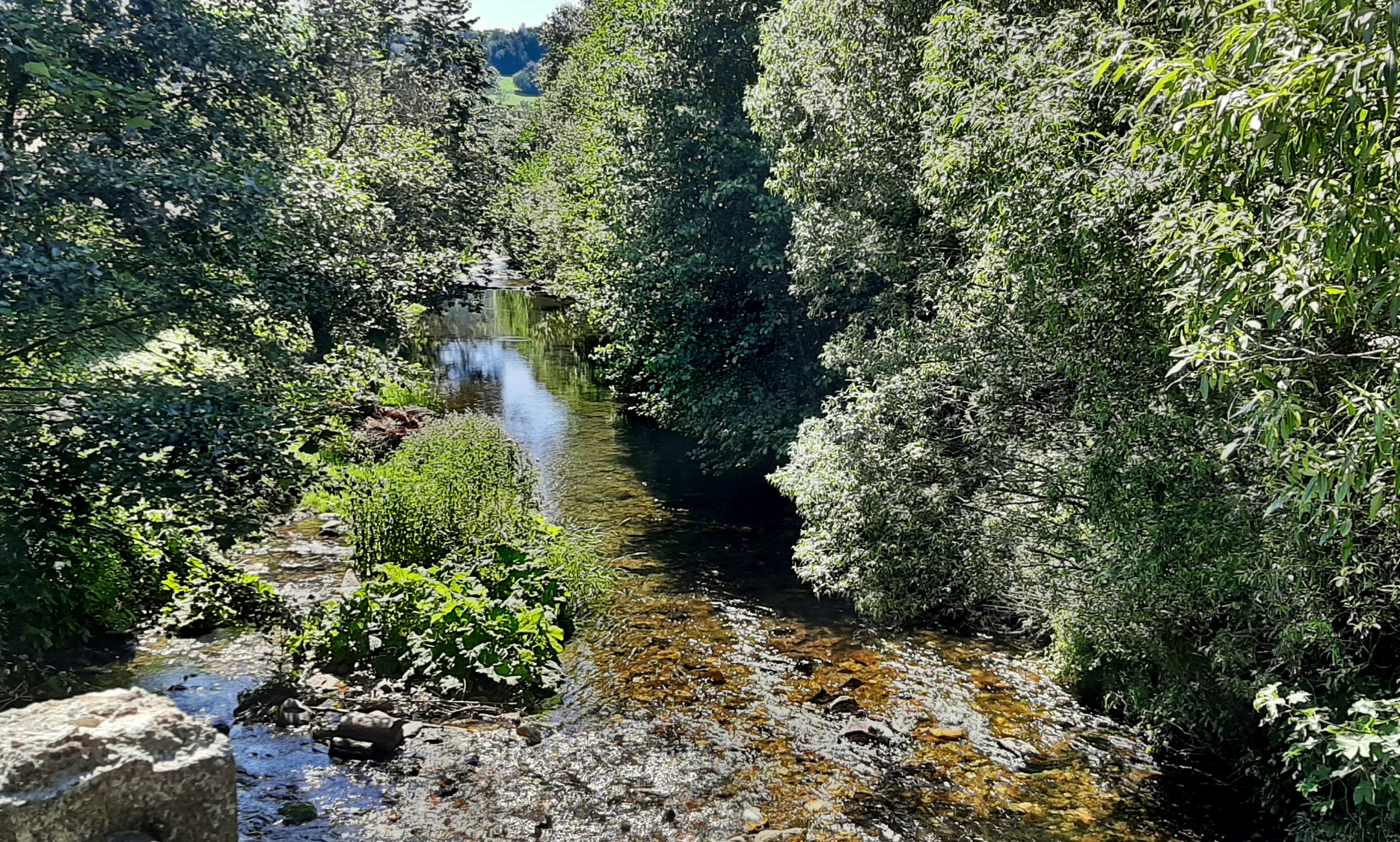
Jizerka před soutokem s Jilemkou
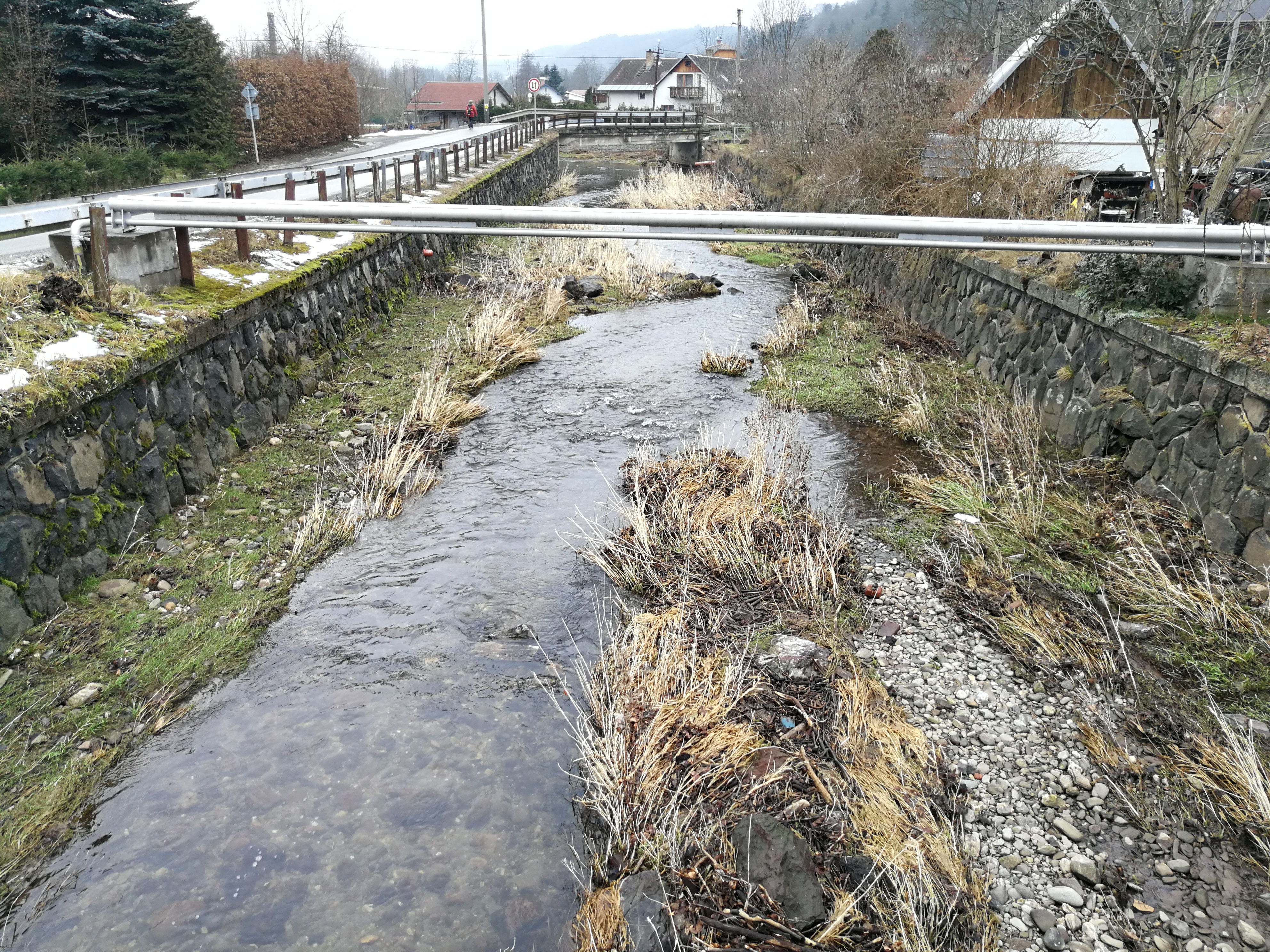
Ve Víchové nad Jizerou